# Take My Head
Take My Head è il secondo album degli Archive, pubblicato nel 1999.
Al disco partecipa anche la cantante Suzanne Wooder.
Ne esiste una versione a edizione limitata contenente due remix della prima traccia You Make Me Feel.

## Tracce
Musiche di Darius Keeler, eccetto dove diversamente indicato.
1. You Make Me Feel - 4:06 (testo: Danny Griffiths, Courage Umaigba)
2. The Way You Love Me - 3:33 (testo: Suzanne Wooder)
3. Brother - 3:44 (testo: Courage Umaigba)
4. Well Known Sinner - 4:23 (testo: Darius Keeler)
5. The Pain Gets Worse - 4:34 (testo: Darius Keeler)
6. Woman - 3:39 (testo: Darius Keeler)
7. Cloud in the Sky - 4:41 (testo: Courage Umaigba)
8. Take My Head - 4:39 (musica: Darius Keeler, Danny Griffiths - testo: Danny Griffiths, Courage Umaigba)
9. Love in Summer - 4:58 (musica: Darius Keeler, Danny Griffiths)
10. Rest My Head on You - 3:56 (contiene la traccia nascosta Home - 2:00) (testo: Courage Umaigba, Suzanne Wooder)

## Formazione
- Darius Keeler - tastiere, sintetizzatori, organo, programmazione, arrangiamenti
- Danny Griffiths - tastiere, campionatori, programmazione, arrangiamenti
- Suzanne Wooder - voce

### Membri aggiuntivi
- Matt Martin - batteria
- Lee Pomeroy - basso, chitarra (4,9)
- Neil Taylor - chitarra
- Jane Hanna - corno francese
- Toby Pitman - chitarra (10)
- Colin Goody - armonica
- Ali Keeler - violino
- Caroline Dale - violoncello
- Peter Lockett - percussioni (9)